# Avenue du Général-Messimy
L'avenue du Général-Messimy est une voie du 12e arrondissement de Paris.

## Situation et accès
L'avenue du Général-Messimy  située dans le quartier de Bel-Air débute au no 9, rue Ernest-Lefébure et no 22, avenue Armand-Rousseau et se termine rue de la Nouvelle-Calédonie, no 2, rue du Général-Archinard et place Antoine-Furetière.
Elle est accessible à proximité par la ligne de métro 8 à la station Porte Dorée ainsi que par la ligne 3a du tramway à l'arrêt Montempoivre.

## Origine du nom
Elle tient son nom du général et ministre des Colonies françaises Adolphe Messimy (1869-1935) en raison de la proximité du palais de la Porte Dorée abritant dans les années 1930 le musée des colonies.

## Historique
Cette avenue a été ouverte, sous sa dénomination actuelle, sur l'emplacement du bastion no 7 de l'enceinte de Thiers par un arrêté du 27 juillet 1936. La voie se prolongeait jusqu’à l’avenue Émile-Laurent avant la création du terrain de sport du lycée Paul-Valéry.

## Bâtiments remarquables et lieux de mémoire
- Le cimetière Sud de Saint-Mandé.